# Vyacheslav Kabanov
Vyacheslav Kabanov (Вячеслав Кабанов), (ur. 8 sierpnia 1968) – uzbecki pływak, uczestnik igrzysk olimpijskich w Atlancie (1996).

## Występy na igrzyskach olimpijskich
Kabanov na igrzyskach w Atlancie wystartował w trzech konkurencjach. Indywidualnie wystartował na dystansie 200 m stylem dowolnym. W wyścigu eliminacyjnym uzyskał czas 1:53,36 min i zajął 3. miejsce. Czas był zbyt słaby by awansować do dalszego etapu zmagań. Został łącznie sklasyfikowany na 28 miejscu. 
Kabanov wystąpił także w uzbeckiej sztafecie 4 x 100 m stylem dowolnym. Popłynął jako 4 zawodnik. Dystans 100 m pokonał w czasie 51,92 s, zaś sztafeta uzyskała czas 3:28,33 min. Wynik ten nie pozwolił na awans do dalszej rywalizacji. Uzbecka sztafeta została łącznie sklasyfikowana na 17 miejscu.
Ostatnia konkurencja w której wziął udział Kabanov, to sztafeta 4  x 200 m stylem dowolnym. Popłynął jako pierwszy zawodnik. Uzyskał czas 1:53,76 min. Łączny czas sztafety wyniósł 7:40,60 i pozwolił na zajęcie 4 miejsca w wyścigu eliminacyjnym. Był to jednak za słaby rezultat by awansować do finału. Uzbecy zostali łącznie sklasyfikowani na 12 miejscu.